# Dark Energy Space Telescope
A Dark Energy Space Telescope (magyarul: Sötét Energia Űrteleszkóp, rövidített nevén Destiny) egy tervezett amerikai csillagászati műhold volt, melynek tervét a Nemzeti Vizuális Csillagászati Kutatóintézet (National Optical Astronomy Observatory) és a NASA Goddard Űrközpontja dolgozta ki. Legalább kétéves tudományos küldetésen 3000 távoli szupernóvát vizsgált volna meg, amelyekből pontosan következtetni lehet a Világegyetem tágulási ütemére, és az égbolt 1000 négyzetfoknyi területét tanulmányozta volna végig közeli infravörös tartományban. Az indítást 2013-ra tervezték, azonban a projekt végül mégsem kapott támogatást, helyette a Wide-Field Infrared Survey Telescope (WFIRST) projektet javasolták.

## A teleszkóp
A Destiny 1,65 méter átmérőjű tükrös távcsővel rendelkezik. A NASA 2006. augusztus 9-én jelentette be, hogy az űrtávcső főműszere  részletes terveinek kidolgozására kiírt pályázatot a Lawrence Berkeley Nemzeti Laboratórium és a Kaliforniai Egyetem nyerte. A műszer a SNAP (SuperNova/Acceleration Probe), melynek feladata az Ia típusú szupernóvák megfigyelése.

## Repülés
A tervek szerint a Destiny 2013 körül indult volna Delta IV vagy Atlas V hordozórakétával és pályára állt volna a Nap-Föld L2-es Lagrange-pontja körül.